# 千代川車站
千代川車站（日语：／ Chiyokawa eki */?）是一由西日本旅客鐵道（JR西日本）所經營的鐵路車站，位於日本京都府龜岡市千代川町，是山陰本線（嵯峨野線）沿線車站之一，隸屬於JR西日本京都支社管轄範圍，但委託由JR西日本的子公司JR西日本交通服務（ジェイアール西日本交通サービス）代為經營，是一個業務委託車站。

## 車站結構
對向式月台2面2線的地面車站。2009年9月前後路段複線化後，由於沒有轉轍器與絕對信號機被定義為停留所。

### 月台配置
| 月台 | 路線     | 方向 | 目的地           |
| ---- | -------- | ---- | ---------------- |
| 1    | 嵯峨野線 | 上行 | 龜岡、京都方向   |
| 2    | 嵯峨野線 | 下行 | 園部、福知山方向 |

## 使用情況
1日平均上車人次如下表。
| 年度   | 1日平均 上車人次 |
| ------ | ---------------- |
| 1999年 | 2,030            |
| 2000年 | 2,049            |
| 2001年 | 2,093            |
| 2002年 | 2,090            |
| 2003年 | 2,101            |
| 2004年 | 2,140            |
| 2005年 | 2,184            |
| 2006年 | 2,164            |
| 2007年 | 2,128            |
| 2008年 | 2,085            |
| 2009年 | 2,058            |
| 2010年 | 2,071            |
| 2011年 | 2,098            |
| 2012年 | 2,145            |
| 2013年 | 2,184            |
| 2014年 | 2,167            |
| 2015年 | 2,202            |
| 2016年 | 2,197            |
| 2017年 | 2,225            |
| 2018年 | 2,205            |

## 相鄰車站
西日本旅客鐵道
 嵯峨野線（山陰本線）
■快速、■普通
並河（JR-E12）－千代川（JR-E13）－八木（JR-E14）

## 外部連結
- 千代川｜車站資訊：JR出門網 - 西日本旅客鐵道